# Sèvres
Sèvres je město v jihozápadní části metropolitní oblasti Paříže ve Francii v departmentu Hauts-de-Seine a regionu Île-de-France. Má přibližně 23 tisíc obyvatel. Od centra Paříže je vzdálené 9,9 km.
Město je známo především jako
- sídlo (od poloviny 18. století) manufaktury produkující porcelán a Národního muzea porcelánu;
- sídlo Mezinárodního úřadu pro míry a váhy, založeného v roce 1875 konferencí, kde byl stanoven kilogram a metr;
- místo podpisu Smlouvy o míru (10. srpna 1920) mezi Trojdohodou a jejími spojenci a Osmanskou říší;
- Sèvreský protokol – (francouzsky: Protocoles de Sèvres) byla tajná dohoda uzavřená, 22. až 24. října 1956 během diskuzí ve francouzském Sèvres, mezi vládami Izraele, Francie a Spojeného království, která byla politicko-vojenskou reakcí na znárodnění Suezského průplavu egyptským prezidentem Gamálem Abd an-Násirem, které vyústilo v Suezskou krizi

## Vývoj počtu obyvatel
Počet obyvatel

## Osobnosti města
- Thomas Moore (1779 – 1859), anglický romantický básník irského původu
- Camille Corot (1796 – 1875), malíř, krajinář
- Honoré de Balzac (1799 – 1850), spisovatel
- Ernest Fournier de Flaix (1824 – 1904), ekonom a publicista
- Léon Gambetta (1838 – 1882), politik
- Alfred Sisley (1839 – 1899), francouzský impresionistický malíř anglického původu
- Henri Rousseau (1844 – 1910), naivní malíř
- Vasilij Kandinskij (1866 – 1944), ruský malíř, grafik a teoretik umění
- Léon Brillouin (1889 – 1969), fyzik
- Jean-Pierre Vernant (1914 – 2007), historik a antropolog
- Jean Carmet (1920 – 1994), herec
- Jan Vladislav (1923 – 2009), český básník a překladatel
- Jacques Weber (* 1949), herec
- Manu Chao (* 1961), francouzský latinsko-folkový zpěvák španělského původu
- Olivier Martinez (* 1966), herec
- Ludivine Sagnier (* 1979), herečka

## Partnerská města
- Mărăcineni, Rumunsko
- Mount Prospect, USA
- Wolfenbüttel, Německo